# Valle de Yarra
El valle de Yarra es un valle en Melbourne, Australia, conocido principalmente gracias a su vino: posee más de 80 bodegas. Una de las bodegas más conocidas, grandes y antiguas de la ciudad es De Bortoli Yarra Valley Estate. Además, esta región es popularmente conocida por sus productos frescos, que incluyen: salmón, trucha y caviar de agua dulce; variedad de frutas y verduras y quesos caseros.

## Los orígenes del valle de Yarra
El Valle Yarra fue la primera región vinícola en plantarse en Victoria, allá por el año 1838.
Este también tiene una larga historia cervecera, y las cervecerías artesanales de la región reciben a los visitantes en sus microcervecerías y ofrecen degustaciones de sus cervezas y sidras.

## Turismo
Aparte de todo lo anteriormente mencionado, la región de Yarra es un sitio pacífico con múltiples paisajes, y, gracias a esto, ha servido de inspiración a muchos de los pintores australianos. Además, cuenta con la reserva Heallesville, donde se puede encontrar bastante variedad de animales, desde algunos exóticos hasta la clásica fauna Australiana. Este lugar está a unos 50 minutos en coche de Melbourne.